# Сосновец-Поромбка
Сосновец-Поромбка (пол. Sosnowiec Porąbka) — остановочный пункт в городе Сосновец (расположен в дзельнице Поромбка), в Силезском воеводстве Польши. Имеет 1 платформу и 1 путь.
Остановочный пункт на железнодорожной линии Тунель — Сосновец-Главный, построен в 1946 году.